# Třetí princ
Třetí princ je česká filmová pohádka režiséra Antonína Moskalyka z roku 1982, která měla premiéru 1. července 1983. Scénář napsali Ota Hofman spolu s Antonínem Moskalykem na motivy pohádky Karla Jaromíra Erbena O dvou bratřích. Skalní exteriéry byly natáčeny v Adršpašskoteplických skalách. Pohádka má poněkud ponurou atmosféru a zejména některé scény ve skalním městě při spojení vizuálního ztvárnění a zvukových efektů mohou působit poměrně strašidelně, což někteří diváci považují za klad a jiní zase ze stejných důvodů pohádku ve velké oblibě nemají.

## Příběh
Královna Země lva se nemůže smířit se ztrátou jediného syna Jindřicha, který odešel do světa. Dívka od potulných kejklířů jí poradí, aby nechala uvařit jedinou rybu, kterou rybáři uloví v královském rybníce, vodu nechá vypít kobyle, rybí hlavu dá sníst feně, sama sní rybí maso a kosti dá zakopat do zahrady. Ačkoliv obvykle rybáři mají plné sítě, toho dne vyloví jen jedinou rybu a královna učiní, jak jí dívka radila. Zakrátko se královně narodí dvojčata Jaroslav a Jaromír, ve stejný den se kobyle narodí dvě stejná hříbata, feně dvě stejná štěňata a z kostí vyrostou dva meče. Princové rostou za rok jako jiní za sedm let a za tři roky jsou z nich dospělí muži.
Princ Jaromír se zamiluje do princezny, jejíž obraz se tajemně objeví na královském zámku mezi obrazy ostatních princezen, z nichž chce král pro své syny vybrat nastávající manželky. Král a královna si nejdříve myslí, že je to stejný obraz princezny, za kterou před lety odešel jejich prvorozený syn. Ve věži, kde obraz ukrývali, však zjistí, že se jedná o jiný obraz, neboť původní obraz se ze svého místa nepohnul. Jaromír se přes zákaz rodičů vydá do světa princeznu z obrazu hledat. Jaroslav si s ním vymění meč, aby poznal, jestli se Jaromírovi ve světě něco zlého nepřihodilo. Při ohrožení života totiž meč každého prince zreziví. Jaromír se dostane do království diamantových skal, kde najde princeznu Milenu. Aby ji získal, musí splnit tři úkoly, avšak již při prvním, který spočívá v uhlídání stáda ovcí, selže a zkamení.
Jaroslav podle z poloviny zrezivělého meče pozná, že se Jaromírovi něco přihodilo, jako by zároveň žil i byl mrtev. Proto se vypraví bratrovi na pomoc. Také dorazí do království diamantových skal a vydávaje se za Jaromíra dokončí první úkol. Dále splní i druhý úkol uhlídat stádo koní a postupně zjistí, že princezna Milena má sestru, která je jí k nerozeznání podobná. Za touto druhou princeznou se před léty vydal nejstarší králův syn a usiloval o její ruku. Ani jemu se nepodařilo splnit všechny tři úkoly, které si princezna z rozmaru vymyslela jako podmínku sňatku. Poslední z nich spočíval v závodě na koni, v němž princezna prince porazila za pomocí své sestry. Jaroslav se podobností obou sester proto nenechá zmást a v závodě zvítězí, a tedy i třetí úkol splní. Tímto zlomí kletbu a osvobodí zkamenělé bratry Jindřicha a Jaromíra, kteří se ožení se svými princeznami.

## Obsazení
| Libuše Šafránková | princezna Milena / princezna ze skal             |
| Pavel Trávníček   | princ Jaromír / princ Jaroslav                   |
| Luděk Munzar      | král Země lva                                    |
| Jana Hlaváčová    | královna Země lva                                |
| Jiří Bartoška     | princ Jindřich                                   |
| Ota Sklenčka      | starý sluha                                      |
| František Hanus   | kovář                                            |
| Lubomír Kostelka  | kupec                                            |
| Zora Jandová      | Týna, vnučka starého sluhy                       |
| Tereza Munzarová  | dívka v kupcově průvodu                          |
| Leoš Rousek       | princ Jaromír a princ Jaroslav jako čtrnáctiletí |
| Lucie Zedníčková  | malá komediantka (mluví Libuše Šafránková)       |
| Vlastimil Jílek   | učitel tance                                     |
| Oldřich Velen     | rybář                                            |

Dále hrají: Petr Hanuš (princ na koni), Jan Doubrava (muž z poselstva), Zdeněk Skalický (hudebník), Jiří Krytinář (šašek), Jan Laibl (komorník), Ilona Přívětivá (dubl za Libuši Šafránkovou při jízdě na koni), Cyril Neumann (dubl za Pavla Trávníčka při jízdě na koni), Ilona Šťastná (dubl za Pavla Trávníčka při jízdě na koni)

## Tvůrci a štáb
- Režie: Antonín Moskalyk
- Předloha: Karel Jaromír Erben (pohádka O dvou bratřích)
- Původní filmový námět: Ota Hofman
- Scénář: Ota Hofman, Antonín Moskalyk
- Dramaturg: Marcela Pittermannová
- Kamera: Jiří Šámal
- Produkce: Václav Rouha
- Hudba: Ivan Kurz
- Nahrál: Filmový symfonický orchestr (řídil František Belfín)
- Návrhy kostýmů: Libuše Pražáková
- Architekt: Milan Nejedlý
- Zvuk: Karel Jaroš
- Střih: Zdeněk Stehlík
- Umělecký maskér: František Pilný, Ladislav Bacílek
- Dále spolupracovali: Vladimír Zelenka (II. režisér), Eva Kubesová (skript), Pavel Dosoudil (II. kameraman), Jiří Zavřel (asistent kamery), Boris Moravec ml. (II. architekt), Milan Resl (vrchní osvětlovač), Václav Dobeš, Václav Petr, Zdeňka Černá (zástupci vedoucího produkce), Petra Barochová (vedoucí kostymérka), Eva Slívová (výprava), František Michálek (odborný poradce – jezdectví), Miroslav Jirsa (fotoreportér)

## Lokace
Pohádka se natáčela na těchto místech:
- Adršpašsko-teplické skály
- hrad Křivoklát
- zámek Průhonice